# Lijst van voetbalinterlands Belize - Bermuda
Deze lijst van voetbalinterlands is een overzicht van alle officiële voetbalwedstrijden tussen de nationale teams van Belize en Bermuda. De landen speelden tot op heden twee keer tegen elkaar. De eerste ontmoeting, een groepswedstrijd tijdens de CONCACAF Nations League 2023/24, werd gespeeld in Belmopan op 13 oktober 2023. Het laatste duel, de returnwedstrijd in dezelfde competitie, vond plaats op 17 oktober 2023 in Hamilton.

## Wedstrijden
| № | Plaats   | Datum           | Competitie                      | Wedstrijd        | Uitslag |
| - | -------- | --------------- | ------------------------------- | ---------------- | ------- |
| 1 | Belmopan | 13 oktober 2023 | CONCACAF Nations League 2023/24 | Belize − Bermuda | 0 − 1   |
| 2 | Hamilton | 17 oktober 2023 | CONCACAF Nations League 2023/24 | Bermuda − Belize | 1 − 1   |

## Samenvatting
| Competitie              | Totaal gespeeld | Winst Belize | Gelijk | Winst Bermuda | Doelsaldo Belize – Bermuda |
| ----------------------- | --------------- | ------------ | ------ | ------------- | -------------------------- |
| CONCACAF Nations League | 2               | 0            | 1      | 1             | 1 − 2                      |
| Totaal                  | 2               | 0            | 1      | 1             | 1 − 2                      |